# Hu Yaozong
Hu Yaozong (chino: 胡耀宗, 7 de abril de 1995, Gansu, China) es un artista marcial mixto chino que compite en la división de peso medio de Ultimate Fighting Championship.

## Primeros años
Hu practicó la lucha grecorromana cuando era joven, antes de pasar a las MMA cuando tenía 19 años. En 2011 y 2012, Hu fue el medallista de plata grecorromano de la provincia de Gansu.

## Carrera de artes marciales mixtas

### Carrera temprana
Hu debutó en combates consecutivos en octubre de 2016, obteniendo victorias en dos días consecutivos bajo la Superliga China de MMA. Las tres victorias de su carrera antes de la UFC llegaron por medio de paradas.

### Ultimate Fighting Championship
Hu, como sustituto de James Mulheron, se enfrentó a Cyril Asker el 25 de noviembre de 2017 en UFC Fight Night: Bisping vs. Gastelum. Perdió el combate por sumisión en el segundo asalto.
En su segundo combate, Hu bajó al peso semipesado y se enfrentó a Rashad Coulter el 24 de noviembre de 2018 en UFC Fight Night: Blaydes vs. Ngannou 2. En el pesaje, Coulter pesó 208 libras, 2 libras por encima del límite del combate de peso semipesado de 206. Se le impuso una multa del 20 por ciento de su bolsa, que fue a parar a Hu. Perdió el combate por decisión unánime.
Hu dio positivo por androsta-3,5-dieno-7,17-diona (arimistano) y su metabolito 7β-hidroxi-androst-3,5-dieno-17-ona, como resultado de una muestra de orina proporcionada fuera de competición el 9 de marzo de 2019. Debido a su cooperación con la USADA y al suministro de un suplemento dietético que contenía estas sustancias, su suspensión se redujo de un año a 10 meses. Su suspensión fue retroactiva a la fecha de su prueba fallida, y fue elegible para regresar el 9 de enero de 2020.
Después de cumplir su suspensión y de un parón de casi 2 años y medio, Hu bajó al peso medio y se esperaba que se enfrentara a Alen Amedovski el 10 de julio de 2021 en UFC 264. Sin embargo, el día del evento, el combate fue retirado del mismo debido a problemas de protocolos de COVID-19 en el campamento de Amedovski. El combate fue reprogramado para el 30 de octubre de 2021 en UFC 267. Sin embargo, Amedovski fue retirado del evento por razones no reveladas y sustituido por Andre Petroski. Perdió el combate por sumisión en el tercer asalto.

## Récord en artes marciales mixtas
| Resultado | Récord | Oponente               | Método                                     | Evento                                 | Fecha                   | Ronda | Tiempo | Localización | Notas                                                              |
| --------- | ------ | ---------------------- | ------------------------------------------ | -------------------------------------- | ----------------------- | ----- | ------ | ------------ | ------------------------------------------------------------------ |
| Derrota   | 3-3    | Andre Petroski         | Sumisión (estrangulamiento del brazo)      | UFC 267                                | 30 de octubre de 2021   | 3     | 4:46   | Abu Dhabi    | Debut en el peso medio.                                            |
| Derrota   | 3-2    | Rashad Coulter         | Decisión (unánime)                         | UFC Fight Night: Blaydes vs. Ngannou 2 | 24 de noviembre de 2018 | 3     | 5:00   | Pekín        | Combate de peso acordado (208 libras); Coulter no alcanzó el peso. |
| Derrota   | 3-1    | Cyril Asker            | Sumisión (estrangulamiento por detrás)     | UFC Fight Night: Bisping vs. Gastelum  | 25 de noviembre de 2017 | 2     | 2:33   | Shanghái     |                                                                    |
| Victoria  | 3-0    | Abror Yakhyaev         | TKO                                        | Glory of Heroes: Conquest of Heroes    | 2 de diciembre de 2016  | 2     | N/A    | Jiyuan       |                                                                    |
| Victoria  | 2-0    | Baoleerdalai Er Da Bao | TKO (puñetazos)                            | Chinese MMA Super League: Day 2        | 15 de octubre de 2016   | 3     | 3:49   | Tianjin      |                                                                    |
| Victoria  | 1-0    | Terigenle              | Sumisión (estrangulamiento por guillotina) | Chinese MMA Super League: Day 1        | 14 de octubre de 2016   | 1     | 3:03   | Tianjin      | Debut en el peso pesado.                                           |